# 提卡爾一號神廟
提卡爾一號神廟是一座位於瓜地馬拉貝登省蒂卡尔的葬禮儀式神廟，提卡爾是古代中美洲前哥倫布時期瑪雅文明中最大的城市和考古遺址之一。它位於瓜地馬拉北部的佩滕盆地地區。這座寺廟也被稱為「大美洲豹神殿」，因為建築物的过梁上刻有一位國王坐在美洲豹皮寶座上的圖案。另一個名字則是阿卡考國王寺廟，以紀念葬於該寺廟的統治者。提卡爾一號寺廟是一座典型的貝登風格石灰岩階梯金字塔結構，其建立大約可追溯到公元732年。
目前該寺廟保護狀況良好，並且已部分修復，並位於當地世界遺產地區的核心地帶，頂部裝飾有特徵性的屋頂檐飾，這是瑪雅建築的獨特特色。在提卡爾大廣場的東側建造提卡爾一號寺廟是該地區重要的變革，與提卡爾北衛城廣場北部建造墓寺廟的傳統有所不同。目前因應保護措施，已經禁止遊客攀爬該建築。

## 建築結構

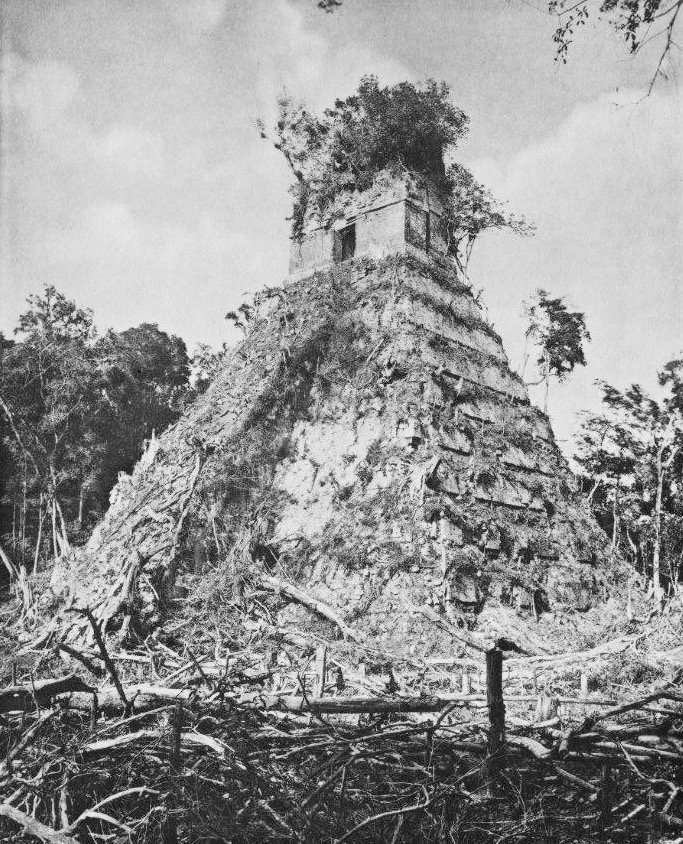
1896年的提卡爾一號神廟

一號神廟熟屬於卡爾聚遺跡一主要寺廟，與其建築的過程與典時期統治者賈索·降卡維爾一世有關，他統治提卡爾聚落的時期為公元682年至734年。考古學家在這座建築的深處發現統治者的墓室，該墓室是在建造寺廟之前建造的。降卡維爾一世的兒子和繼承人伊金·錢·卡維爾則監督了墓室和寺廟的建造。因此一號神廟很可能是在降卡維爾一世去世前，就計劃好了建造這座寺廟的事宜。整個、寺廟由九個階梯狀層次組成，可能象徵著九層的地下世界。寺廟具有溝槽狀的裝飾和凹角。一座陡峭的樓梯通向寺廟的頂端神殿。在當時，這座寺廟用於舉行各種儀式，被認為是通往地下世界的大門。
這座寺廟高出大廣場55公尺（180英尺）。金字塔頂部有一座墓寢神殿，其中包含精細雕刻的木製樑板，降卡維爾一世可能監督了這些木製樑板的製作，作為他的墓誌銘紀念碑的一部分。這些樑板是由當地產的紅棗木雕刻而成的，其中一塊樑板（樑板三）曾被塗成紅色。 紅棗木是在當地供應的非常堅硬的紅褐色木材。因此樑板是由這種木材的板材製成 ，安置在形成三個門道的牆壁的小壁龕中。最外層的樑板較為光滑，中央的木樑板則由四塊板材細緻雕刻而成。其中兩塊板材在19世紀被移走，現在下落不明。
另外兩個在1875年英國探險家約翰·博丹·威瑟姆購買，並捐贈給倫敦的大英博物館典藏。其中一塊樑板上刻有一位坐著的人物，頭上有一條巨蟒。
神殿上方有一個裝飾著國王降卡維爾一世雕像的高屋頂檐飾，雖然現在很難辨識。但屋頂檐飾主要是由兩個平行的結構組成，它們之間有著封閉的拱形空間，為結構減輕重量。沉重的上層結構通過寺廟的脊部承擔著重量。屋頂檐飾的前方則以雕刻的石塊裝飾，呈現出國王的巨大形象，兩側還有著卷軸和蛇的圖案。原本還有塑模的灰泥裝飾。神殿內有三個狹窄而黑暗的房間，只能通過一個入口進入。這三個房間依次排列，有叠涩拱的天花板，由紅棗木的樑木支撐。這些樑木是用來製作樑板的紅棗木材料。
提卡爾一號寺廟在後古典時期被再次使用。並在晚古典時期重新打開了墓葬軸道，進行了新的葬禮儀式。新的葬禮附帶的供品包括一種在玛雅潘發現的香爐，以及在後古典時期佩滕地區廣泛流傳的兩種陶器。與新葬禮相關的香爐類型在15世紀之後已經不再使用。

## 陵墓
賈索·降卡維爾一世的墓室於1962年被考古學家發現。他們通過從寺廟樓梯底部進行探測性挖掘，從而從墓室頂部到達墓室內部。這個墓室被考古學家標記為116號墓穴。它是一個大型的拱形空間，位於金字塔深處，低於大廣場的水平。墓室的一半以上被用來支撐國王的遺體和珠寶的石造長椅所佔據。國王的遺體被放在編織的墊子上，墓室中還埋藏了豐富的供品，包括豹皮、翡翠製品、彩繪陶器、稀有的海菊蛤、珍珠、鏡子和其他藝術品。國王的遺體上覆蓋著大量的玉飾品，其中包括一條巨大的項鍊，擁有114顆特大珠子，與國王的雕塑肖像所描繪的相似，該物件重達3.9公斤（8.6磅）。
墓室中最引人注目的一件物品是一件華麗的翡翠馬賽克容器，蓋子上刻有國王的雕塑肖像。墓室內還有一系列37塊精細雕刻的人骨，上面刻有瑪雅文字，這些骨頭被堆放在國王的右腳旁邊。其中一個骨頭提到了提卡爾的盟友，包括科潘和帕倫克。 其他骨頭上刻有國王的名字和家世。其中一塊骨頭上刻有一位俘虜奧克斯·哈·泰·伊希爾 (Ox Ha Te Ixil) 的雕刻肖像，他是提卡爾的主要敵人卡拉克穆尔的附庸國。還有一些場景展示了瑪雅玉米神被人們載到地下世界的情景。一塊骨頭上還有一份列舉了外國貴族的死亡日期的冗長清單。

## 近代挖掘

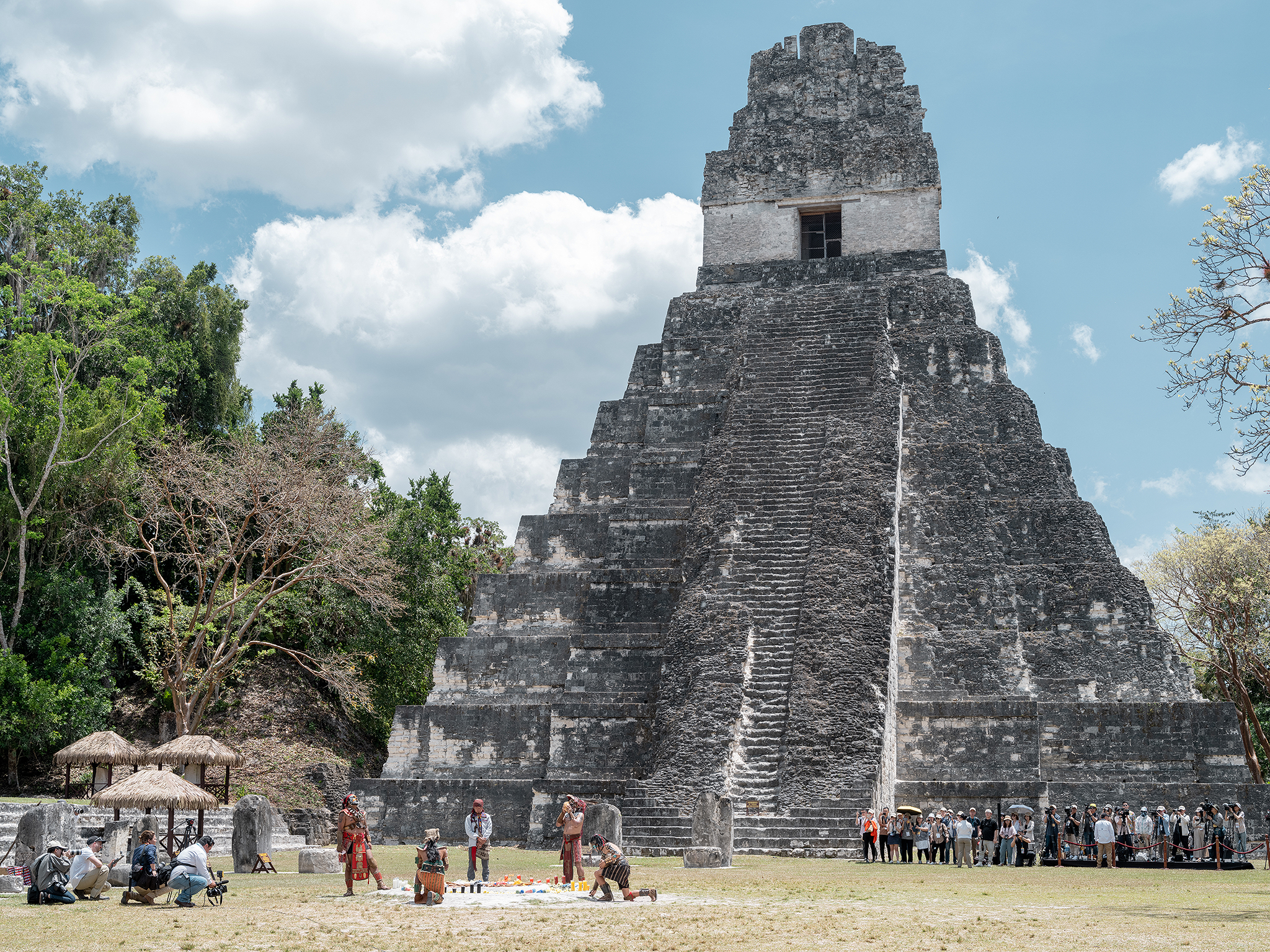
當代的提卡爾一號神廟
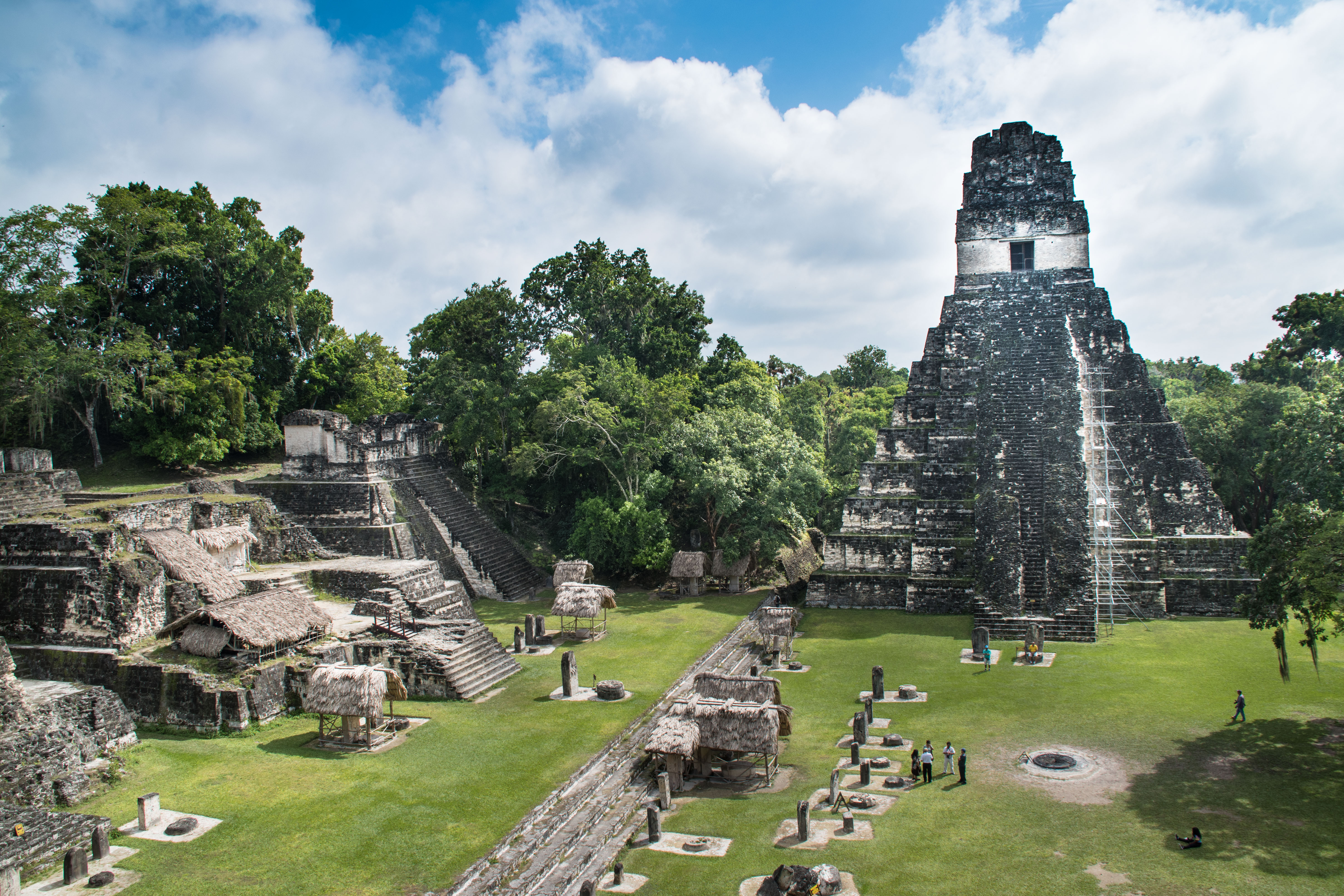
提卡爾一號神廟與周圍遺跡群
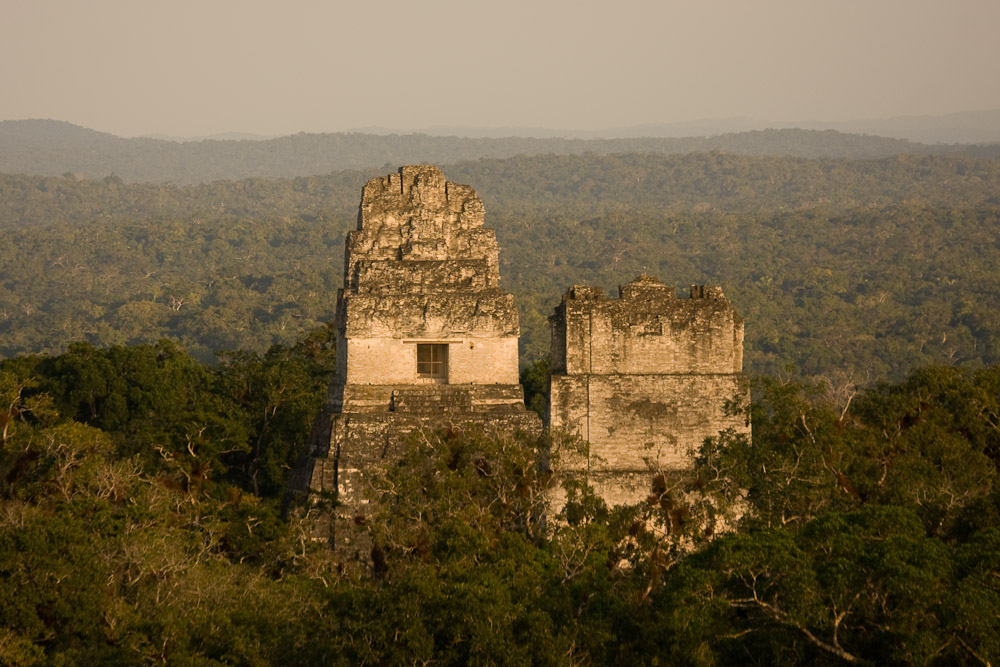
從四號神廟遙望一號神廟與二號神廟
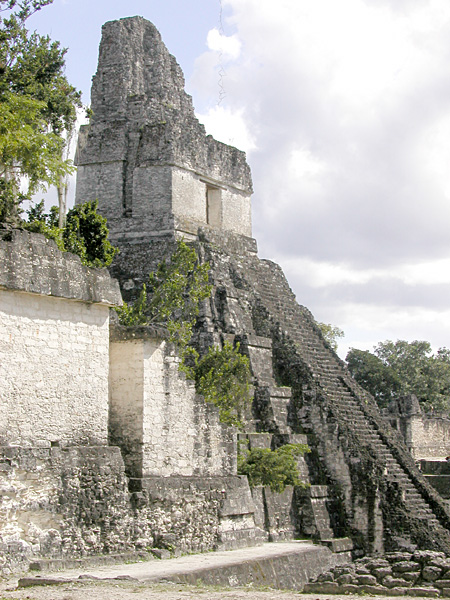
提卡爾一號神廟左側

提卡爾於1848年重新被考古團隊發現。當時貝登省總督莫德斯托·門德斯組織了一次叢林探險，期間他們發現了遺跡。科雷希多的陪同人員包括市議員安東尼奧·馬托斯和何塞·瑪麗亞·加爾馬，以及文森特·迪亞斯和貝爾納貝·卡斯特拉諾以及教師尤西比奧·拉拉。其中勞拉是第一個繪製神廟和石碑的人，這些圖紙附在門德斯上校發送給拉斐爾·卡雷拉·圖西奧斯將軍的官方報告中，通知他發現了蒂卡爾遺址。
1877年，提卡爾的主要寺廟在一次搶劫行動中被盗走了一些碎片。阿爾弗雷德·M·莫德斯雷在1881年至1882年間首次繪製了提卡爾中心的地圖，並在他的草圖上標出了五座主要寺廟，包括一號寺廟，雖然他按照字母順序將主要寺廟命名為A到E。特奧貝托·馬勒在1895年進行了對該遺址的首次地形测绘学，將第一座寺廟命名為「第一大寺廟」。阿爾弗雷德·托茲爾在1911年進行了另一次測量，並基本上遵循了馬勒的命名慣例；將寺廟的名稱縮寫為一號寺廟。
1955年，賓夕法尼亞大學針對提卡爾考古區進行考古調查，並為其開放旅遊做準備，其中包括對一號寺廟和二號寺廟的工作。該項目由奧布里·特里克（Aubrey Trik）和喬治·吉爾明（George Guillemin）監督。1962年，賓夕法尼亞大學的奧布里·特里克才發現了寺廟下的墓室。使得第一座寺廟的考古工作一直持續到1964年。
1986年，提卡爾國家公園進行了對寺廟屋頂裂縫的修復。
作為2012年現象，現代瑪雅人曾在2012年12月21日黎明時分，在寺廟前的主廣場舉行火禮儀。由瓜地馬拉和外國的祭司主持了儀式，祈求團結、和平，結束歧視和種族主義，希望新的循環的開始將為他們帶來一個「新的黎明」。當天約有3,000人參加了此活動。